# Лобутєв Борис Миколайович
Борис Миколайович Лобутєв (рос. Борис Николаевич Лобутев; нар. 14 березня 1939, Москва, СРСР) — радянський футболіст, нападник. Майстер спорту з 1970 року.

## Життєпис
Вихованець ДЮСШ московського «Спартака», де й розпочав кар'єру в команді майстрів, за яку вперше потрапив до заявку в 1956 році, проте на поле тоді не виходив. Дебютував 31 жовтня 1957 року в матчі проти московського «Динамо», тоді ж відзначився й своїм першим голом за «Спартак». Всього в сезоні 1957 року зіграв 4 матчі, в яких відзначився голами, чим допоміг команді завоювати бронзові медалі чемпіонату. У наступному сезоні знову зіграв у 4-ох матчах, відзначився двома голами (11 серпня зробив дубль в матчі проти «Крил Рад») і став, єдиний раз для себе, чемпіоном країни. У сезоні 1959 року зіграв у 6 матчах і забив двома голами, в чемпіонаті та один матч у Кубку СРСР. У 1960 році зіграв лише один матч за «Спартак», після чого відправився в «Шахтар» (Сталіно), в якому й дограв сезон, провівши 12 матчів та відзначився одним голом у чемпіонаті, і зіграв один матч у Кубку. 1961 рік провів в «Спартаку» з Внуково в КФК, але вже наступного року повернувся у великий футбол, перейшовши в краснодарський «Спартак» (через рік змінив назву на «Кубань»), за який в сезоні 1962 роки зіграв 19 матчів, відзначився 9-ма голами й став, разом з командою, переможцем класу «Б» й чемпіоном РРФСР. Наступного сезону провів за «Кубань» 17 матчів у лізі, в яких відзначився 1 голом, й один матч у Кубку. У 1964 році перейшов у серпуховську «Зірку», в складі якої в 1965 році зіграв 21 матч в лізі та 3 матчі в Кубку, в яких відзначився 1 голом. Сезон 1966 року провів у калінінській «Волзі», за яку, зіграв лише два матчі та відзначився одним голом. У 1967 році виступав у КФК за раменський «Сатурн».

## Досягнення

### Командні
«Спартак» (Москва)
- Чемпіонат СРСР
  -  Чемпіон (1): 1958
  -  Бронзовий призер (1): 1957

«Спартак» (Краснодар)
- Клас «Б» чемпіонату СРСР
  -  Чемпіон (1): 1962

- Чемпіонат РРФСР
  -  Чемпіон (1): 1962